# Korunování Panny Marie

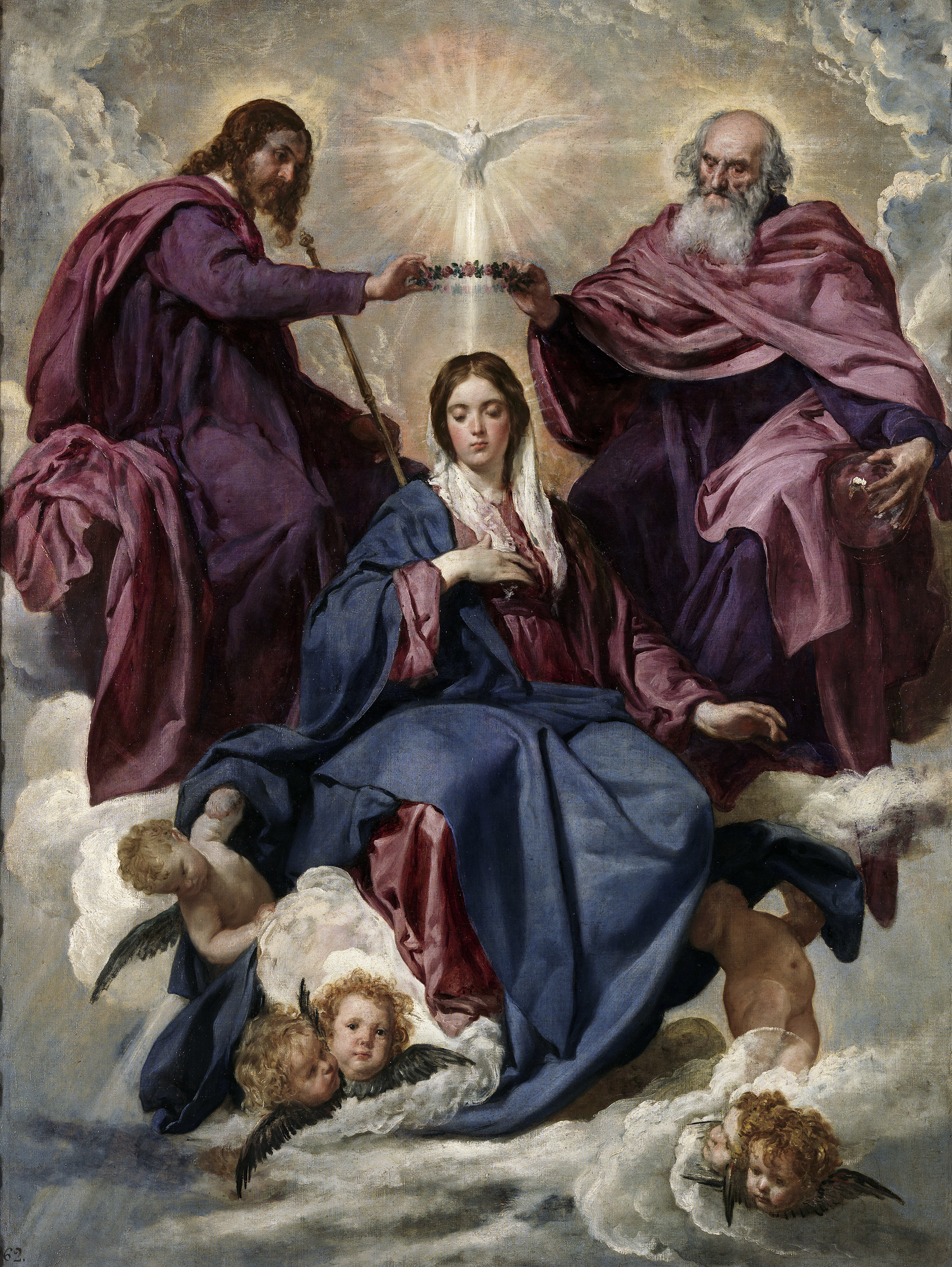
Diego Velázquez, Korunování Panny Marie (asi 1636)

Korunování Panny Marie je podle katolického a pravoslavného křesťanství závěrečnou událostí ze života Panny Marie, kdy po zesnutí a nanebevzetí byla přiblížena k trůnu Boha Otce a jeho syna Ježíše Krista a byla korunována jako Královna nebes. Protestanti tuto část církevního učení odmítají, protože nemá oporu v Novém zákoně ani není předmětem dogmat uznávaných církví. Opírá se pouze o apokryfní texty a o katolickou tradici; jeho znalost se šířila také díky vyprávění ve Zlaté legendě. S myšlenkou Mariiny korunovace je spojeno i její vzývání jako „královny“, „královny nebes“ nebo „královny andělů“. Taková epiteta se od 12. století hojně používají v mariánských hymnech a modlitbách, ale také v kázáních a teologické literatuře. Liturgickou památku Panny Marie Královny slaví katolící 22. srpna, tedy týden po svátku Nanebevzetí Panny Marie.
Korunování Panny Marie je také posledním z tzv. "slavných tajemství" v modlibě Růženec.

## Výtvarné umění
Korunování Panny Marie je jedním z témat křesťanské ikonografie a v cyklu příběhů ze života Panny Marie představuje její korunování poslední a vrcholnou scénu, zobrazovanou nejčastěji na oltářích kostelů zasvěcených Panně Marii, ale i na chrámových tympanonech nebo okenních vitrážích. 
Ve vrcholném středověku (kolem let 1150–1500) bývala zobrazována Marie sedící po Kristově pravé ruce a korunovaná buď Kristem nebo anděly, kteří korunovační scénu často doprovázejí. Takto pojal téma např. Raffael.
V pozdním středověku byla často zobrazována korunovace Marie nikoli samotným Kristem, ale Svatou Trojicí.
V době baroka samotná korunovace ustoupila do pozadí a Panna Marie byla zobrazována už jako korunovaná "Královna nebes" (Regina Coeli) nebo "Královna světa" (Regina Mundi). 

## Patrocinium
Korunování Panny Marie je zasvěcena celá řada kostelů. Některé zasvěcené kostely a kaple v Česku:
- Kostel Korunování Panny Marie (Žatec),
- Kaple Korunování Panny Marie (Křivoklát),
- Kaple Korunování a Nanebevzetí Panny Marie (Kyjov),
- Kaple Korunování Panny Marie (Nebahovy),
- Kaple Korunování Panny Marie (Niměřice),
- a další.

## Galerie

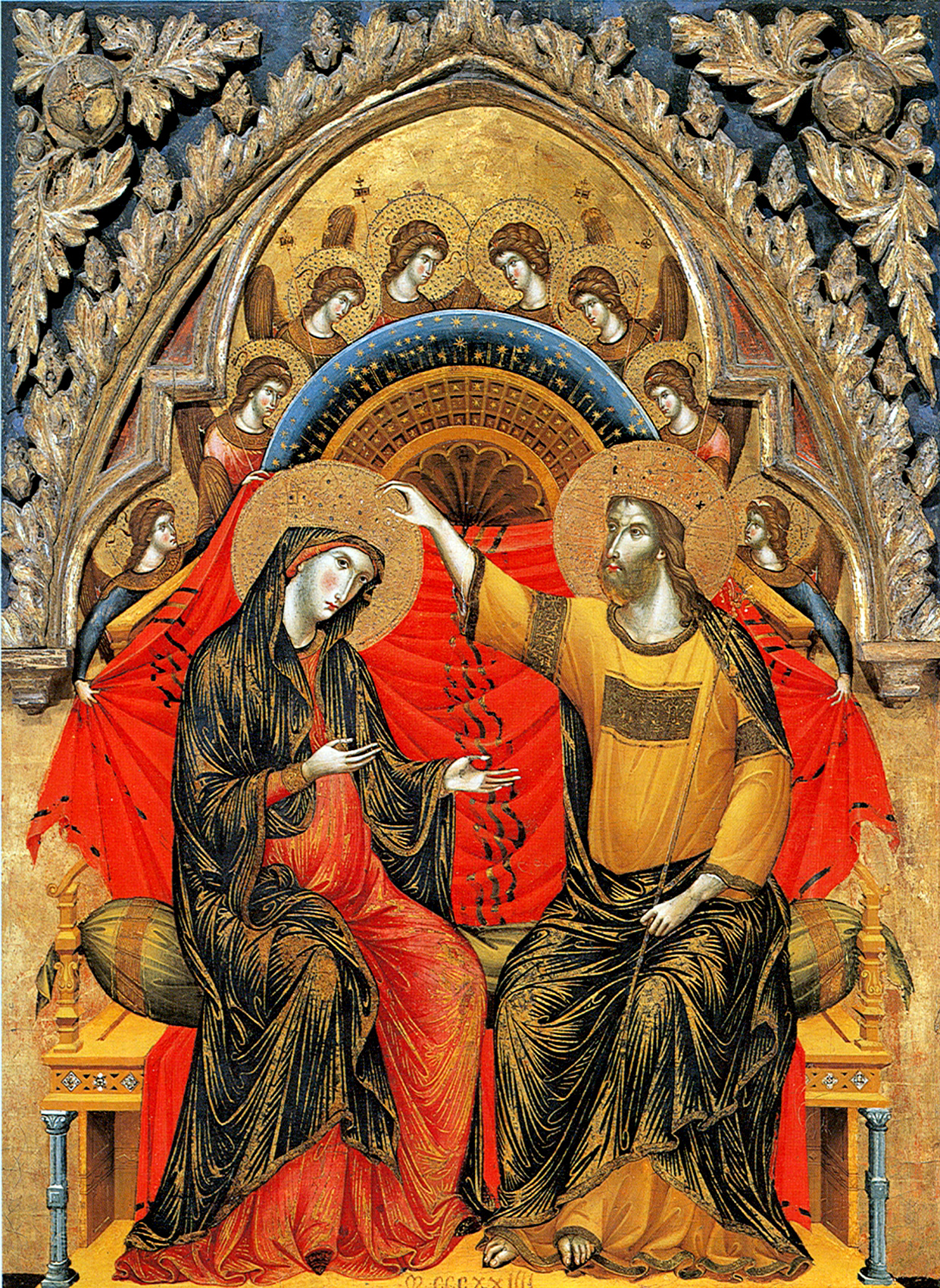
Paolo Veneziano (1324)
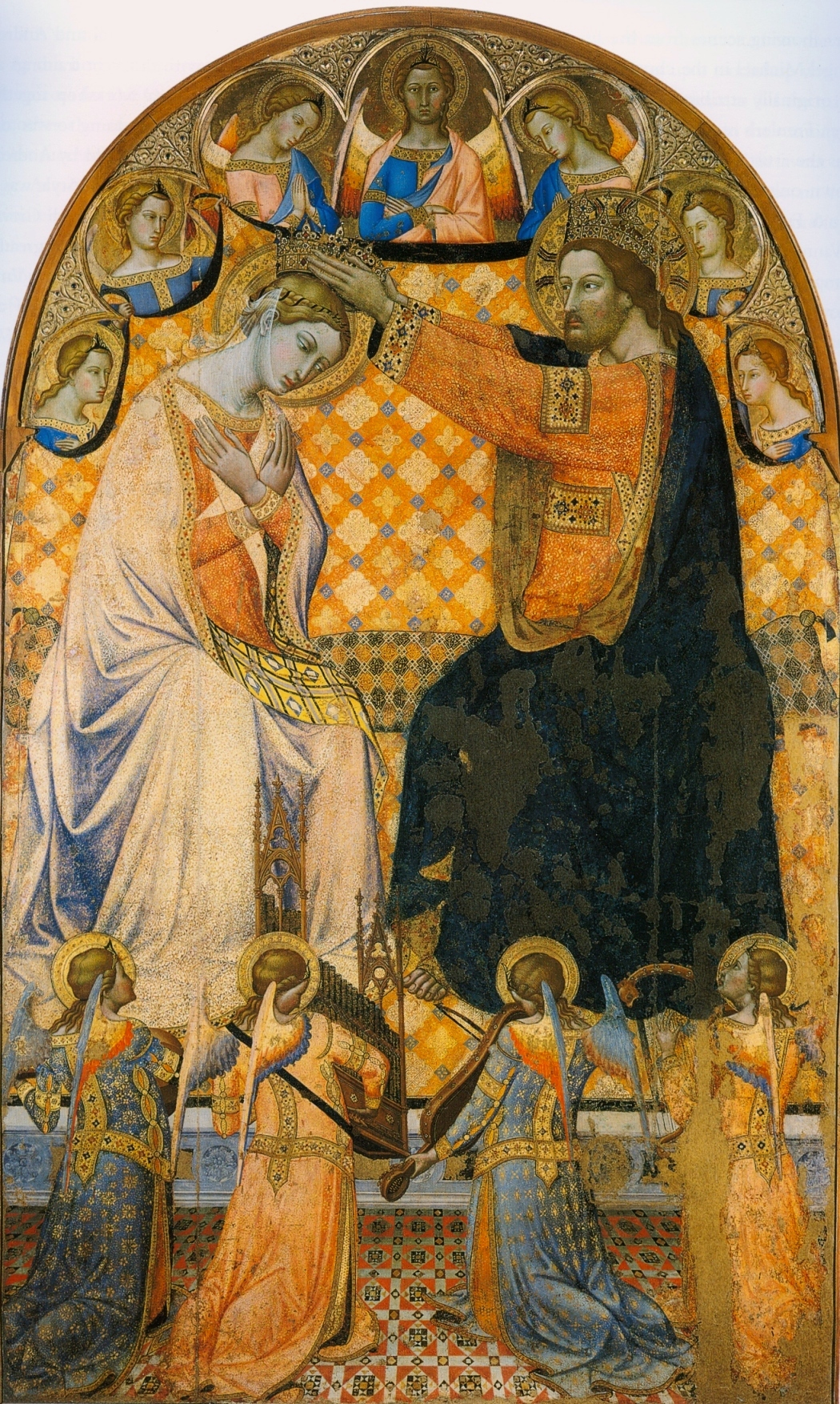
Jacopo di Mino del Pellicciaio (asi 1350)
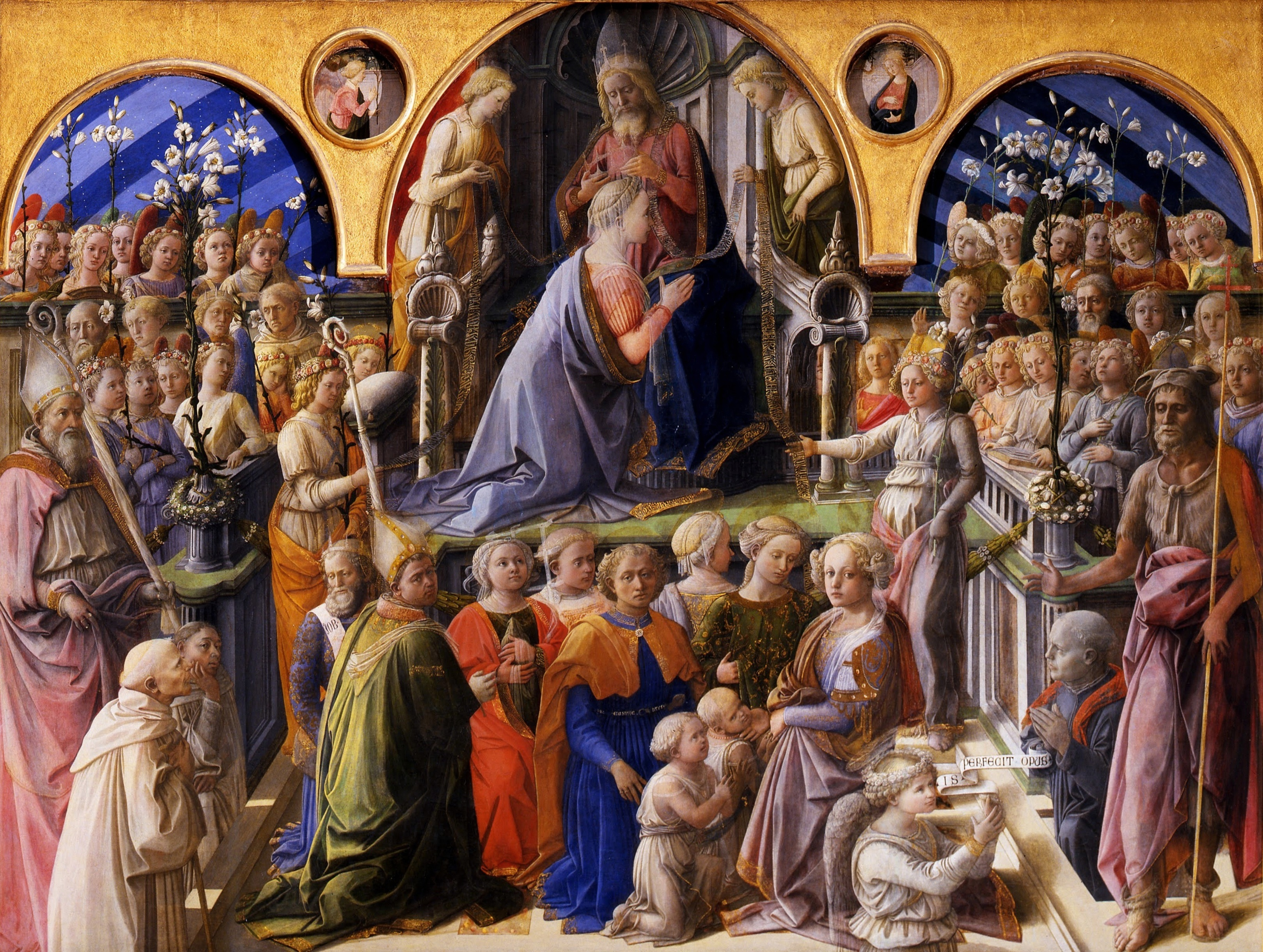
Filippo Lippi (asi 1445)
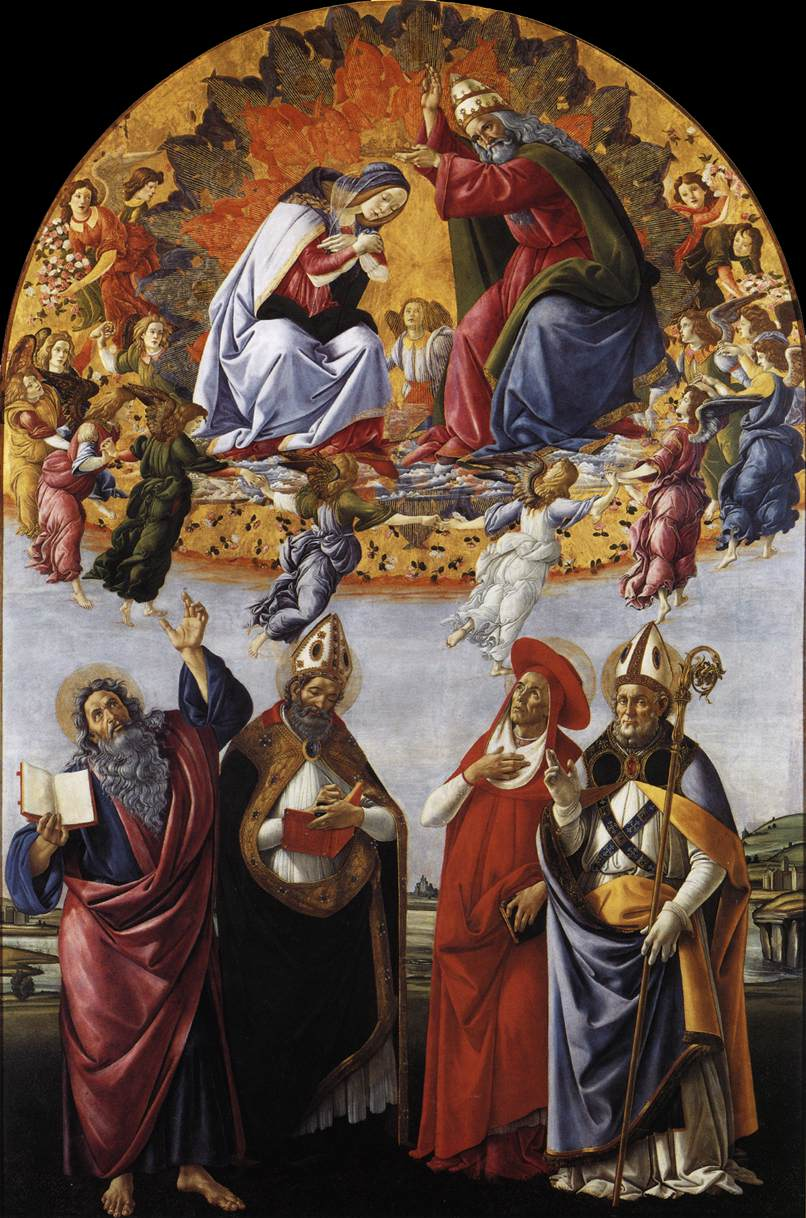
Sandro Botticelli (asi 1490)
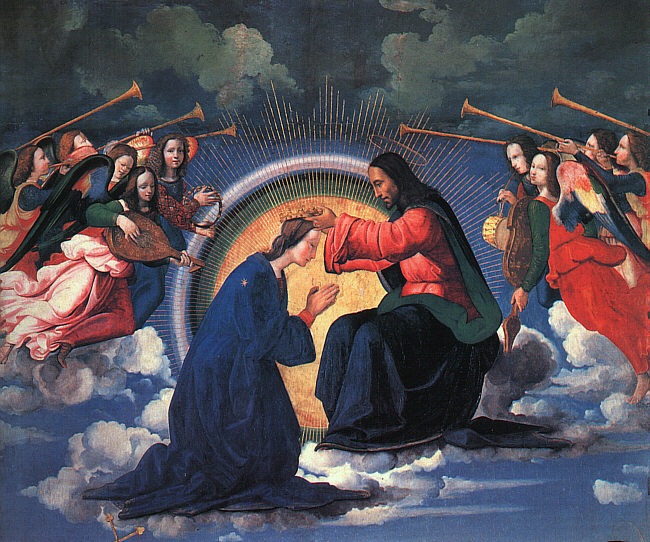
Domenico Ghirlandaio (asi 1490)
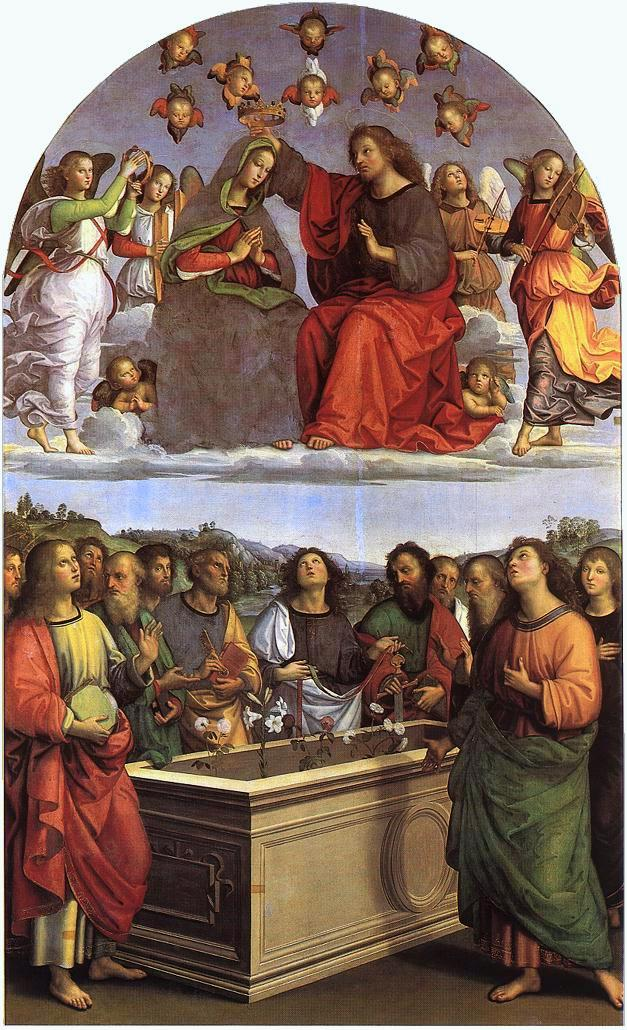
Raffael Santi (1504)
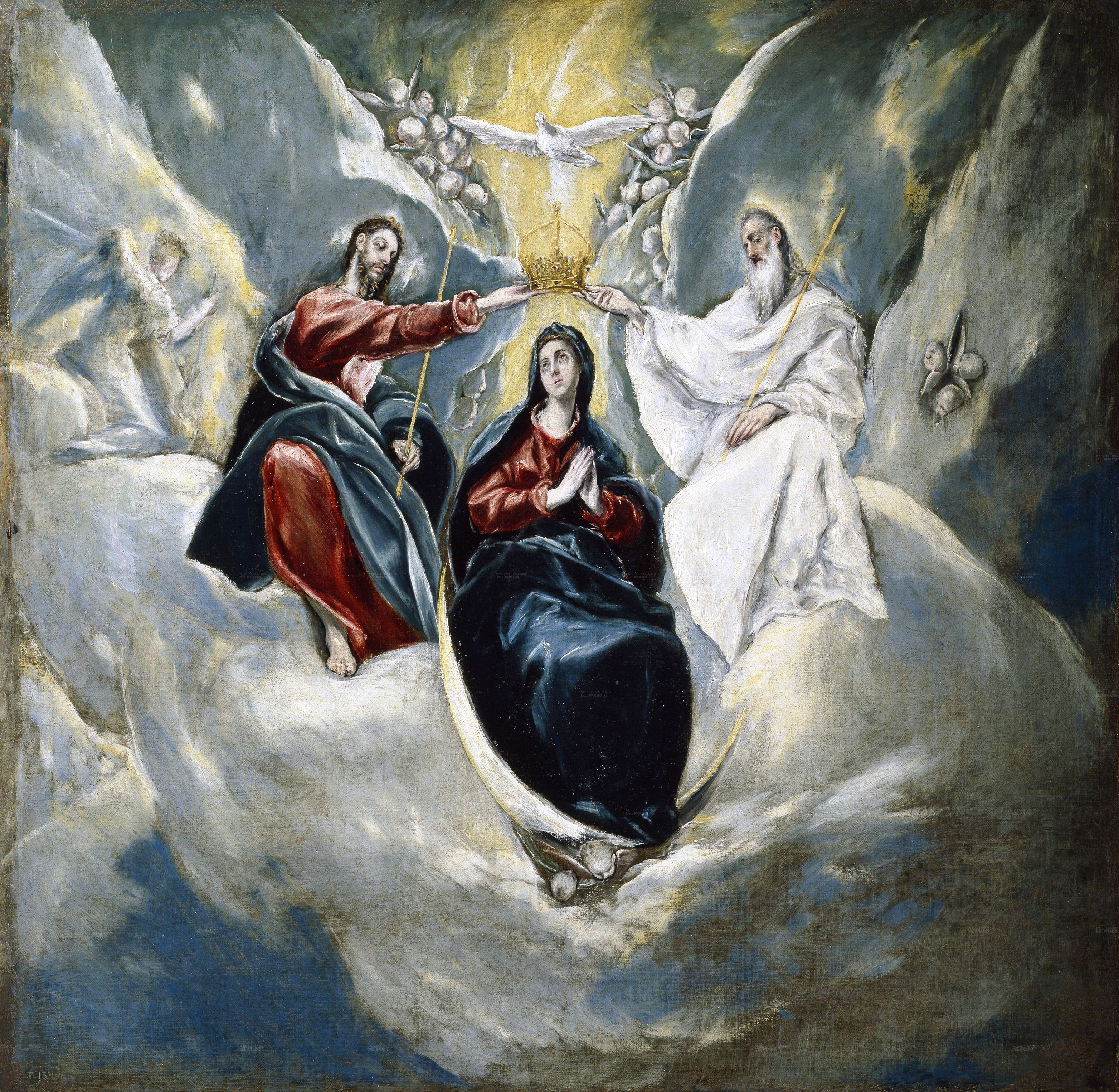
El Greco (1591)
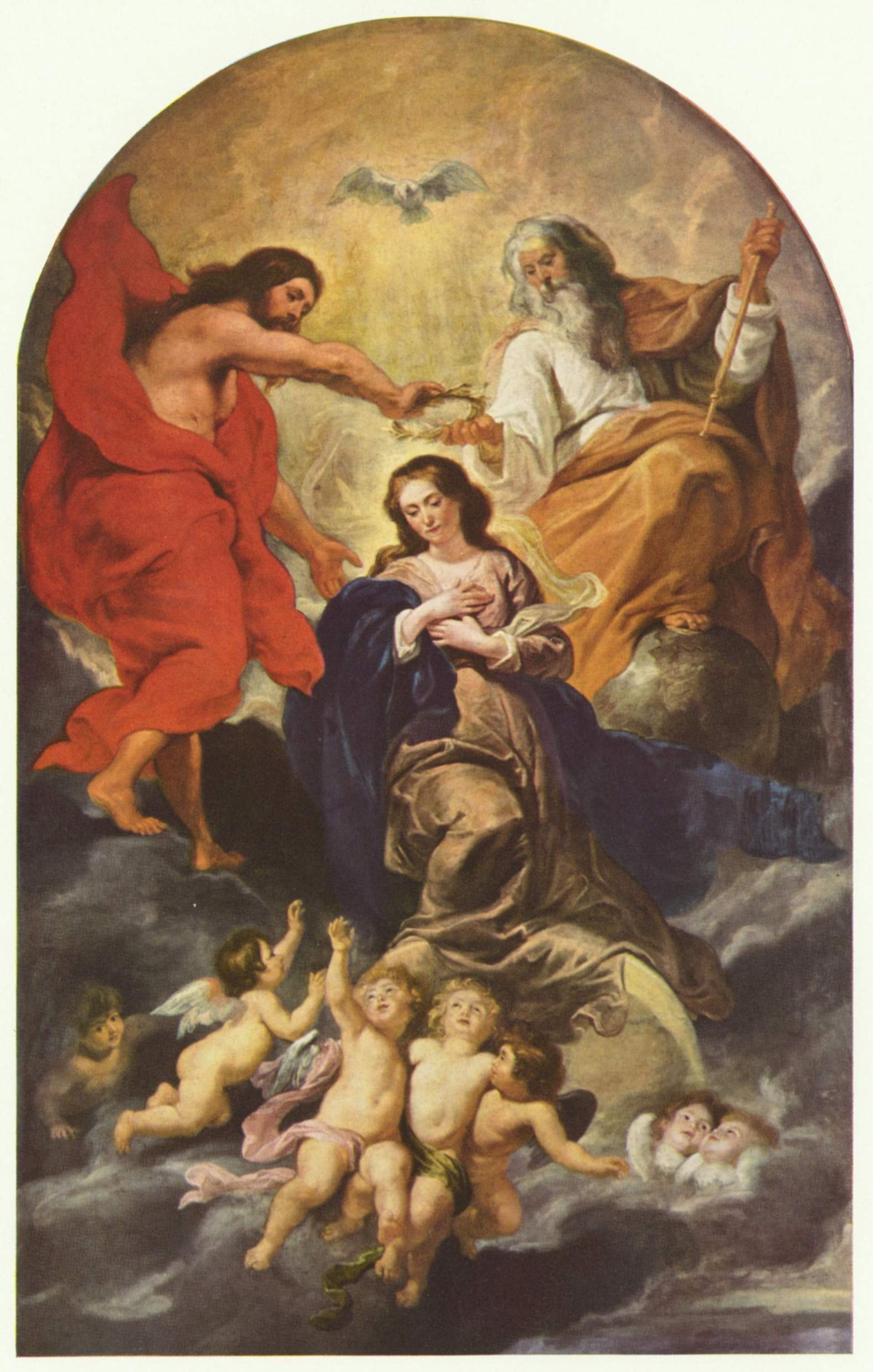
Peter Paul Rubens (asi 1625)